# Oreotrogus volkensi
Oreotrogus volkensi är en skalbaggsart som beskrevs av Hermann Julius Kolbe 1897. Oreotrogus volkensi ingår i släktet Oreotrogus och familjen Melolonthidae. Inga underarter finns listade i Catalogue of Life.